# Anabathridae
Anabathridae là một họ ốc biển, là động vật thân mềm chân bụng sống ở biển trong nhánh Littorinimorpha.

## Phân loại
- Chi Afriscrobs W.F. Ponder, 1983
- Chi Amphithalamus Carpenter, 1864
  - Amphithalamus subg. Amphithalamus Carpenter, 1864
  - Amphithalamus subg. Notoscrobs A.W.B. Powell, 1927
- Chi Anabathron G.R. von Frauenfeld, 1867
  - Anabathron subg. Anabathron G.R. von Frauenfeld, 1867
  - Anabathron subg. Scrobs Watson, 1886
- Chi Badepigrus T. Iredale, 1955
- Chi Microdryas C.F. Laseron, 1950
- Chi Microfossa C.F. Laseron
- Chi Pisinna T.A. di Monterosato, 1878
  - Pisinna glabrata von Mühlfeldt, 1824
- Chi Pseudestea W.F. Ponder, 1967